# Andrew Jackson Ogle

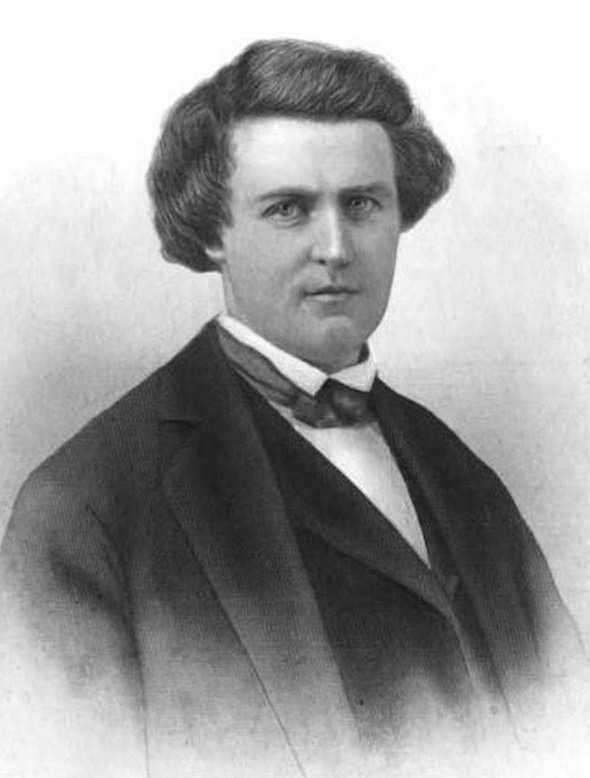
Andrew Jackson Ogle

Andrew Jackson Ogle (* 25. März 1822 in Somerset, Pennsylvania; † 14. Oktober 1852 ebenda) war ein US-amerikanischer Politiker. Zwischen 1849 und 1851 vertrat er den Bundesstaat Pennsylvania im US-Repräsentantenhaus.

## Werdegang
Andrew Ogle war der Enkel von Alexander Ogle (1766–1832) und der Neffe von Charles Ogle (1798–1841), die beide ebenfalls Kongressabgeordnete waren. Er besuchte die öffentlichen Schulen seiner Heimat und das Jefferson College in Canonsburg. Nach einem Jurastudium und seiner 1843 erfolgten Zulassung als Rechtsanwalt begann er in Somerset in diesem Beruf zu arbeiten. Politisch schloss er sich der Whig Party an.
Bei den Kongresswahlen des Jahres 1848 wurde Ogle im 18. Wahlbezirk von Pennsylvania in das US-Repräsentantenhaus in Washington, D.C. gewählt, wo er am 4. März 1849 die Nachfolge von Andrew Stewart antrat. Da er im Jahr 1850 nicht bestätigt wurde, konnte er bis zum 3. März 1851 nur eine Legislaturperiode im Kongress absolvieren. Diese war von den Diskussionen um die Sklaverei geprägt. In dieser Zeit wurde der von Henry Clay eingebrachte Kompromiss von 1850 verabschiedet.
Im Jahr 1852 wurde Andrew Ogle als Nachfolger von Walter Forward zum amerikanischen Gesandten in Dänemark ernannt. Er starb aber noch vor seiner Abreise am 14. Oktober 1852 in seiner Heimatstadt Somerset.